# كالفين كارتر
كالفين كارتر (بالإنجليزية: Calvin Carter)‏ هو ملحن وكاتب أغاني أمريكي، ولد في 27 مايو 1925، وتوفي في 9 يوليو 1986.

## وصلات خارجية
- كالفين كارتر على موقع ميوزك برينز (الإنجليزية)
- كالفين كارتر على موقع ديسكوغز (الإنجليزية)